# Mamba (Chunya)
Mamba ist ein Verwaltungsbezirk (Ward) des Distrikts Chunya in der tansanischen Region Mbeya.

## Geografie
Mamba liegt im Westen von Tansania etwa 50 Kilometer nordöstlich vom Rukwasee. Der Bezirk hat eine Fläche von 537,2 Quadratkilometern und bei der Volkszählung 2022 lebten hier 19.913 Menschen in 3771 Haushalten.

## Gliederung
Der Bezirk besteht aus drei Gemeinden (Mtaa) mit dreizehn Orten (Kitongoji):
| Mamba - Mamba A - Mamba B - Mandumbwi - Kisalasi C - Kisalasi D | Mtande - Mamba F - Mamba G - Magunga - Mabatini - Ijiwa | Mapinduzi - Ngwangu - Mamba E - Mapinduzi |

## Wirtschaft und Infrastruktur
- Bildung: Die im Jahr 1995 eröffnete Mamba Secondary School ist eine staatliche Schule, die Jugendliche bis zur 4. Stufe ausbildet.[7]
- Gesundheit: In Mtande befindet sich ein Gesundheitszentrum für ambulante Behandlungen.[8] Die Apotheke in Mamba ist auf Malaria- und HIV-Diagnose und -Behandlung spezialisiert.[9]